# سالم علی ابراهیم
سالم علی ابراهیم (انگلیسی: Salem Ali Ibrahim؛ زادهٔ ۲۷ سپتامبر ۱۹۹۳) یک بازیکن فوتبال اهل امارات متحده عربی است.